# Peng (mythologie)

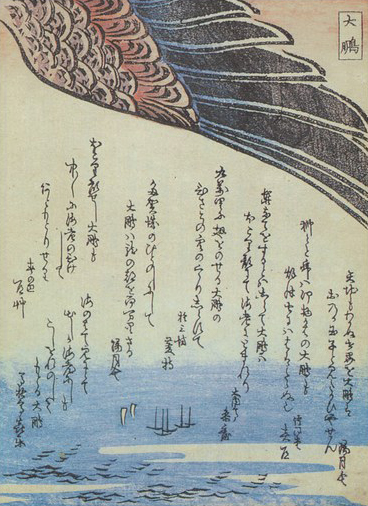
L'aile du Peng dans le Kyoka Hyaku Monogatari japonais.

Peng (chinois simplifié : 鹏 ; chinois traditionnel : 鵬 ; pinyin : péng ; Wade : p'eng) ou Dapeng (大鵬) est un oiseau géant, transformation d'un Kun (chinois simplifié : 鲲 ; chinois traditionnel : 鯤 ; pinyin : kūn ; Wade : k'un), poisson géant de la mythologie chinoise. Dans la mythologie comparée, des créatures géantes équivalentes sont le Rokh ou Garuda, tandis que le Kun rappelle le Léviathan.

## Étymologie et terminologie
Les logogrammes chinois de peng et kun illustrent un radical de caractères phonétiques. Peng (鵬) combine le radical de l'oiseau (鳥) avec un peng (朋 « ami ») phonétique, et kun combine le radical du poisson (魚) avec un kun (昆) « descendance ; insecte ») phonétique.
Les noms Peng et Kun impliquent un Jeu de mots. Peng (鵬) était anciennement une variante du caractères chinois de feng (鳳) dans fenghuang (鳳凰 phénix chinois) (ca. 100 Shuowen Jiezi) ; Kun 鲲 signifiait à l'origine « poisson, rogue, alevin, frayère » (200 avant notre ère, Er ya).
Les synonymes de « Peng » incluent « Dapeng » (大鵬, avec « gros ») et Dapengniao (大鵬鳥, avec « oiseau »), tous deux employés pour traduire les termes étrangers « Roc » et « Garuda ». Dapeng se réfère aussi à des toponymes de Shenzhen et Guangdong.

## Littérature

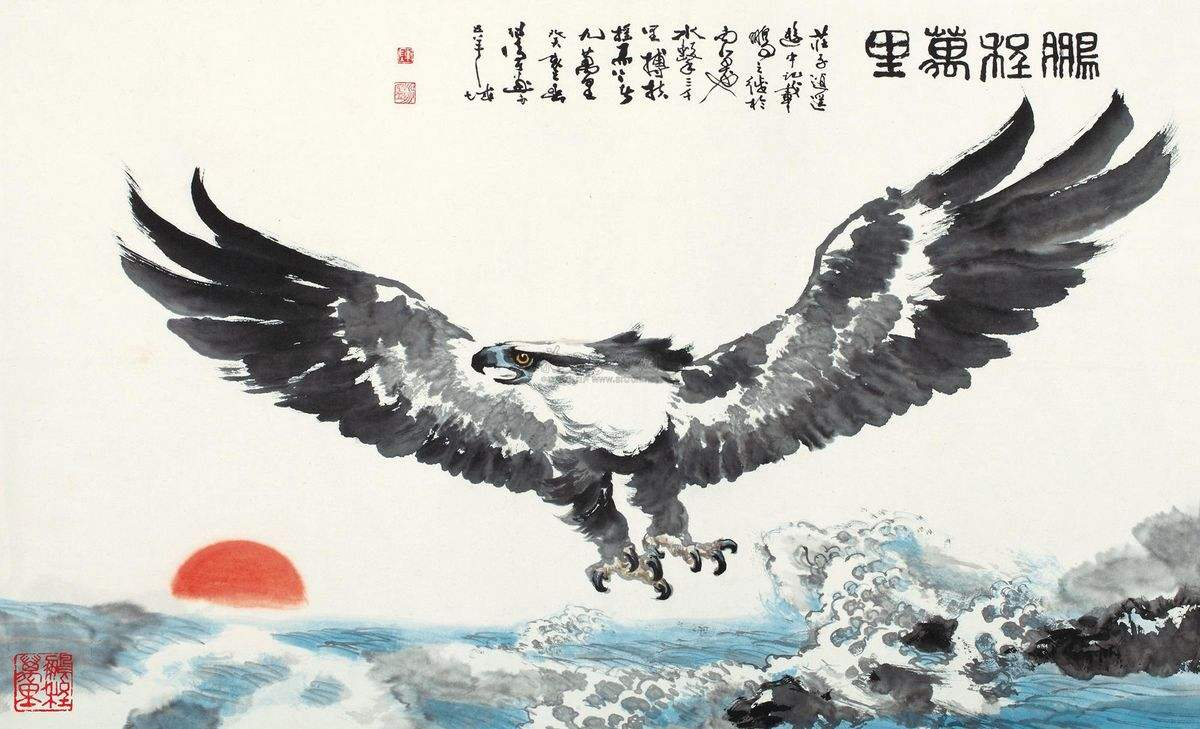
L'oiseau mythique Peng, dont l'origine provient de la fable d'introduction du Zhuangzi.

Dans la littérature chinoise, le classique taoïste Zhuangzi est la plus ancienne source relative au mythe du Peng et de Kun. Le premier chapitre (逍遙遊 pinyin Xiao Yao You) cite trois versions de cette parabole. Le premier paragraphe contient une citation du Qixie (齊諧 « harmonie universelle », probablement inventé par Zhuangzi), et une citation du Tang zhi wen Ji (湯之問棘 « Questions de Tang à Ji », cf. Liezi chapitre 5, Tang wen 湯問). Ce premier récit confronte l'oiseau géant Peng et un petit tiao (蜩), un jiu (鳩 pigeon; colombe) et un yan (鴳 ou 鷃 ; caille). La transformation du Peng en oiseau-poisson n'est pas que le point de départ d'un mythe pour Zhuangzi, mais, d'après Robert Allinson, « le mythe central ».
Plusieurs chercheurs, à la fois Chinois et d'autres pays, ont débattu sur le Peng. Lian Xinda considère qu'il s'agit « sans doute du passage le plus controversé dans le texte, qui a été suscité des interprétations contradictoires depuis dix-sept siècles ». L'interprétation standard du Peng chez la plupart des chercheurs chinois est la « théorie de l'égalité » de Guo Xiang (vers 312), qui a rédigé et annoté le texte de Zhuangzi. Il écrit : 

« Le vol du fabuleux oiseau (P'eng) peut prendre une demi-année et ne s'arrêtera pas avant d'atteindre le lac céleste. Le vol d'un petit oiseau ne prend que la moitié de la matinée et s'arrête pour aller d'arbre en arbre. En ce qui concerne les capacités, il y a une différence. Mais en s'adaptant à leur nature, ils sont les mêmes »

Certains érudits chinois ont donné des interprétations contradictoires. Le moine bouddhiste Zhi Dun (314-366) associe le vol du Peng à la plus grande satisfaction atteinte par la zhiren (至人 « personne parfaite ; sage ; saint », cf. zhenren).
Le maître bouddhiste chan Hanshan Deqing (憨山德清, 1546-1623) déclare, en outre, que le Peng est l'image du sage taoïste, et suggère que le vol de cet oiseau ne soit pas la conséquence de l'accumulation de vent, mais de la profondeur de de (la vertu, la puissance). La plupart des érudits chinois et occidentaux rejettent la théorie de l'égalité de Guo. Lian différencie les interprétations contemporaines selon lesquelles Zhuangzi aurait été un sceptique radical et/ou un relativiste.
« L'oiseau Peng peut soit être interprété comme une image de la liberté, même l'épitomé de l'idéal taoïste le plus élevé, ce qui soutient l'argument que Zhuangzi privilégie une perspective et n'est donc pas un relativiste au sens rigide du terme ; ou il est pris pour une créature qui n'est ni meilleure ni pire que la cigale et les petits oiseaux, ce qui sert à illustrer l'opinion relativiste selon laquelle toutes les perspectives sont égales »
Julian Pas est d'accord pour interpréter que le vrai sage est comparé à l'énorme oiseau. Angus Charles Graham voit le Peng comme « planant au-dessus de la perception étriquée des gens du monde ». Allinson trouve qu'il est « très clair et très explicite que le point de vue du plus grand oiseau au monde et celui de la cigale et de la colombe ne soient pas considérés comme possédant la même valeur ». Karen Carr et Philip J. Ivanhoe trouvent des « idéaux positifs » dans le Peng symbolisant la « créature mythique qui s'élève au-dessus des préoccupations banales ». Brian Lundberg dit que Zhuangzi utilise l'image pour nous exhorter à « aller au-delà de petits points de vue restreints ». Eric Schwitzgebel interprète, « les petites créatures, nous ne comprenons pas grand-chose comme le Peng (et le reste de Zhuangzi ?) ». Steve Coutinho décrit le Peng comme un « solitaire qui erre au-delà du reconnaissable », en revanche les petits oiseaux « ne peuvent pas commencer à comprendre ce qui est si au-delà des limites de leur expérience ». Scott Cook écrit que « nous sommes dirigés presque imperceptiblement par Zhuangzi dans un engouement irréfléchi pour l'oiseau ». Lian conclut que le Peng est « Un exemple inspirant de la montée en flèche vers le haut pour aller au-delà, l'image est utilisée pour élargir les perspectives des petits esprits ; sa fonction est donc plus thérapeutique que d'enseignement ». Bryan W. Van Norden l'indique, « l'effet probable de ce passage sur le lecteur est une combinaison de crainte et de désorientation ».
L'oiseau Peng de Zhuangzi est devenu une célèbre métaphore littéraire. Les deux premiers exemples sont le Shen yi jing (神異經) par Dongfang Shuo (- 154 – 93 ) et le Commentaire sur l'Eau Classique (水經注) par Li Daoyuan (527). Le poème en prose fu de Li Bai, Dapengniao fu (大鵬鳥賦) personnalise le Peng en un symbole de l'assurance de Li Bo lui-même